# Microstylum atrorubens
Microstylum atrorubens är en tvåvingeart som beskrevs av Timon-david 1952. Microstylum atrorubens ingår i släktet Microstylum och familjen rovflugor.
Artens utbredningsområde är Madagaskar. Inga underarter finns listade i Catalogue of Life.